# Kujō Yukiie
Kujō Yukiie (九条 幸家) (né le 7 avril 1586, mort le 29 septembre 1665), fils du régent Kujō Kanetaka, est un noble de cour japonais (kugyō) de l'époque d'Edo (1603–1868). Son nom initial est 忠栄 (Tadahide). Il exerce la fonction de régent kampaku pour les empereurs Go-Yōzei et Go-Mizunoo de 1608 à 1612 et de 1619 à 1623 de nouveau pour l'empereur Go-Mizunoo. Il épouse Toyotomi Sadako, une fille de Toyotomi Hidekatsu et fille adoptive du shogun Tokugawa Hidetada. Le couple a plusieurs enfants dont Nijō Yasumichi et Kujō Michifusa.

## Source de la traduction
- (en) Cet article est partiellement ou en totalité issu de l’article de Wikipédia en anglais intitulé « Kujō Yukiie » (voir la liste des auteurs).